# Ortodox kung

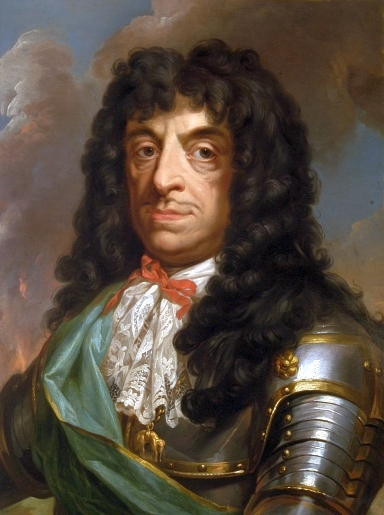
Johan II Kasimir

Ortodox kung (eller ortodox majestät), lat. Rex Orthodoxus, pl. Król prawowierny) en titel som 1661 av påven Alexander VII gavs åt kung Johan II Kasimir och som de polska kungarna sedan bar. Påve lön för kung för den katolska kyrkan genom att driva ut sociniernas ur Polen.